# Список гмін Польщі
Список гмін Польщі – перелік основних одиниць місцевого самоврядування і адміністративного поділу III рівня у Польщі.

## Поточний стан
Станом на 1 січня 2025 у Польщі налічується 2479 гмін – 1459 сільських гмін, 718 місько-сільські гміни та 302 міські гміни, при загальній кількості міст 1013, у тому числі 66 гмін, які є містами на правах повіту.
Останньою зміною у загальній кількості гмін була ліквідація у 2019 гміни Островіце. 1 січня 2025 року утворено дві нові гміни - Грабівка та Щава.
| воєводство            | НС  | КП  | ЛБ  | ЛС | ЛД  | МП  | МЗ  | ОП | ПК  | ПЛ  | ПМ  | СЛ  | СК  | ВМ  | ВП  | ЗП  | Польща |
| --------------------- | --- | --- | --- | -- | --- | --- | --- | -- | --- | --- | --- | --- | --- | --- | --- | --- | ------ |
| міські гміни          | 35  | 17  | 20  | 9  | 18  | 14  | 35  | 3  | 16  | 13  | 22  | 49  | 5   | 16  | 19  | 11  | 302    |
| місько-сільські гміни | 58  | 39  | 37  | 35 | 42  | 50  | 76  | 34 | 38  | 27  | 21  | 25  | 46  | 34  | 101 | 55  | 718    |
| сільські гміни        | 76  | 88  | 156 | 38 | 117 | 119 | 203 | 34 | 106 | 79  | 80  | 93  | 51  | 66  | 106 | 47  | 1459   |
| Загалом               | 169 | 144 | 213 | 82 | 177 | 182 | 314 | 71 | 160 | 118 | 123 | 167 | 102 | 116 | 226 | 113 | 2479   |

- ↑ До 31 грудня 2020.: Єленьоґурський повіт
- ↑ До 31 грудня 2020.: Сіткувка-Новіни